# Schloss Wolfshagen (Uckermark)
Das Schloss Wolfshagen lag am Haussee im Dorf Wolfshagen an der Grenze zwischen Brandenburg und Mecklenburg-Vorpommern an der Bundesstraße 198 östlich der Stadt Woldegk.

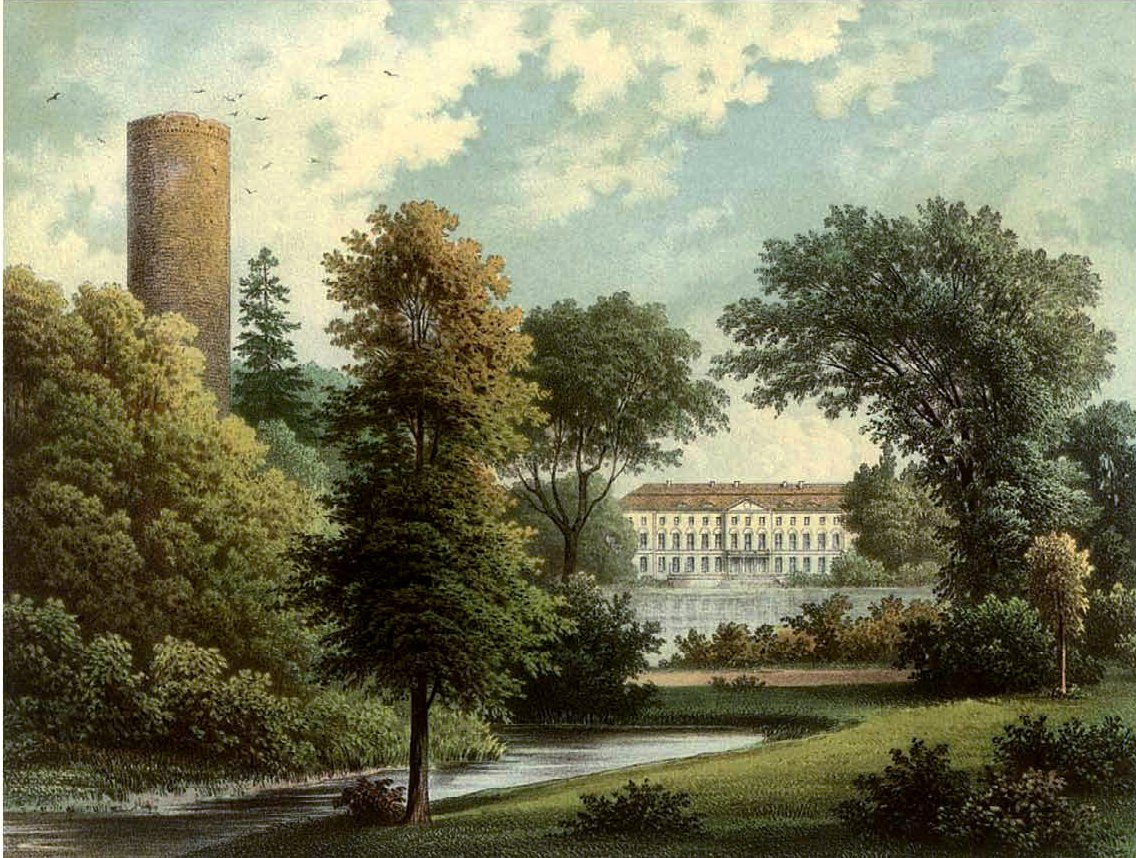
Das Schloss in Wolfshagen (Uckerland) 1865/66. Sammlung Alexander Duncker.

Ein bereits vorhandenes Renaissance-Schloss ließ der Begründer der Wolfshagener Linie des Hauses Schwerin, Otto Graf von Schwerin, Ritter des Johanniterordens und seit 1735 Träger des Hohen Ordens vom Schwarzen Adler, von 1727 bis 1738 durch ein Barock-Schloss von Jean de Bodt ersetzen. Dieses Schloss wurde von 1776 bis 1838 erweitert. Zuletzt wurden rechts und links je ein Außenflügel angebaut. Am Ende des Zweiten Weltkrieges wurden das Schloss, die Orangerie und das Schweizerschloss zerstört und später vollständig abgetragen. An der Stelle des Schlosses befindet sich heute ein Park.

## Grafen Schwerin-Wolfshagen
Wolfshagen ist in der Historie, nicht nur durch den Bau des Herrensitzes, eng verbunden mit der Genealogie der Grafen von Schwerin. Ursächlich vom Vogt Bernhard von Schwerin 1178 abstammend entwickelt sich die Familie zum größten Grundbesitzer in Mecklenburg-Schwerin, Mecklenburg-Strelitz, Pommern und teils in Nordbrandenburg. Aus dem Stamm Alt-Landsberg stammt das Haus Schwerin Wolfshagen. Hermann Graf Schwerin-Wolfshagen (1776–1858) ist preußischer Generalmajor, Rechtsritter des Johanniterordens und eben Grundherr auf Wolfshagen. Seine Frau Rosalie war eine geborene Gräfin Dönhoff-Dönhoffstädt. Ihr Sohn Karl Alexander (1824–1893) übernimmt den Grundbesitz als Fideikommissherr, ihm gehören noch weitere Güter. Die Stiftung des Familienfideikommiss Wolfshagen 1877 ist auf ihn zurückzuführen. Hermann Graf Schwerin folgt ihm. Seine Karriere begann als Zögling auf für dem Landadel so traditionsreichen Alumnat der Ritterakademie am Dom zu Brandenburg. Er ist nicht nur Kommendator bei den Johanniterrittern, sondern auch Kommendator des Deutschen Ordens Balley (Balley Utrecht), verheiratet mit Marie Freiin von Werthern. Dem Sohn Alexander Graf Schwerin (1882–1974) gehören neben Schloss und Gut Wolfshagen noch Hornshagen sowie Schlepkow, und mit Wehlack noch ein kleines Gut in Ostpreußen. Wehlack brachte seine Frau Enni Freiin von der Goltz mit in die Ehe. Graf Schwerin war Landschaftsrat, einer Nachfolgetitulatur der früheren Ritterschaftsräte. Alexander und Enni von Schwerin waren, wie weitere zahlreiche Vertreter des großen Adelsgeschlechts, Mitglieder der Deutschen Adelsgenossenschaft. Das Ehepaar lebte zuletzt in Bückeburg. Das Haus Schwerin-Wolfshagen wird heute unter anderem von den Nachfahren des Altwig von Schwerin und seiner zweiten Ehefrau Lore Junius präsentiert.

## Rittergut
Kurz nach der Kaiserreichsgründung vermeldet das erstmals amtlich publizierte Generaladressbuch der Rittergutsbesitzer für das Königreich Preußen zu Wolfshagen eine Besitzesgröße von 711 ha, davon 66 ha Wasser. Wolfshagen ist ein kreistagsfähiges Rittergut der Grafen von Schwerin-Wolfshagen.
In etwa kurz vor der großen Wirtschaftskrise 1929/1930 beinhaltet die Begüterung Wolfshagen mit Rittergut Amalienhof und Vorwerk Yorksthat 1020 ha. Eigentümer ist der Rittmeister Alexander Graf von Schwerin. Verwalter ist Karl Schulz. 182 ha vom Amalienhof sind an Oberleutnant a. D. Gerhard von Marschall (1893–1955) verpachtet.

## Gesamtensemble

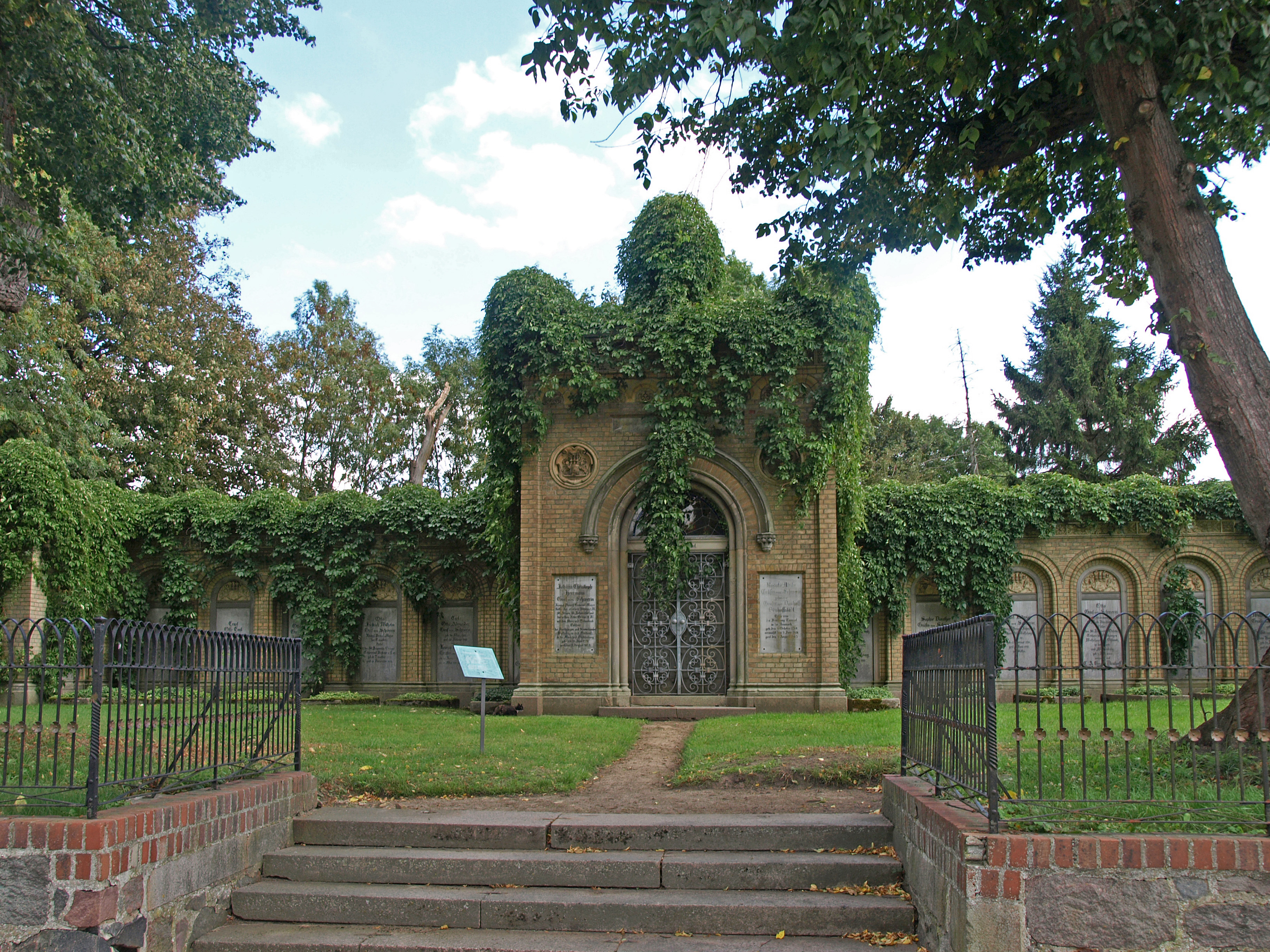
Erbbegräbnisstätte Familie von Schwerin-Wolfshagen

Wolfshagen bildete in Gesamtheit mit Schloss, Kirche und Erbbegräbnis und zahlreichen weiteren Momenten ein einzigartiges Ensemble im alten Gutsland Brandenburg. Die Schlosslänge soll 65 m, die Höhe des Baukörpers 25 m betragen haben. Prunkstück des Herrenhauses war der so genannte Ahnensaal. Insgesamt hatte das Haus 70 bewohnbare Zimmer und unter anderem eine wertvolle Bibliothek.

## Persönlichkeiten
- Wilhelm von Schwerin, Oberst, Grundbesitzer von Wolfshagen
- Herrmann von Schwerin, Generalmajor